# Max Hartl

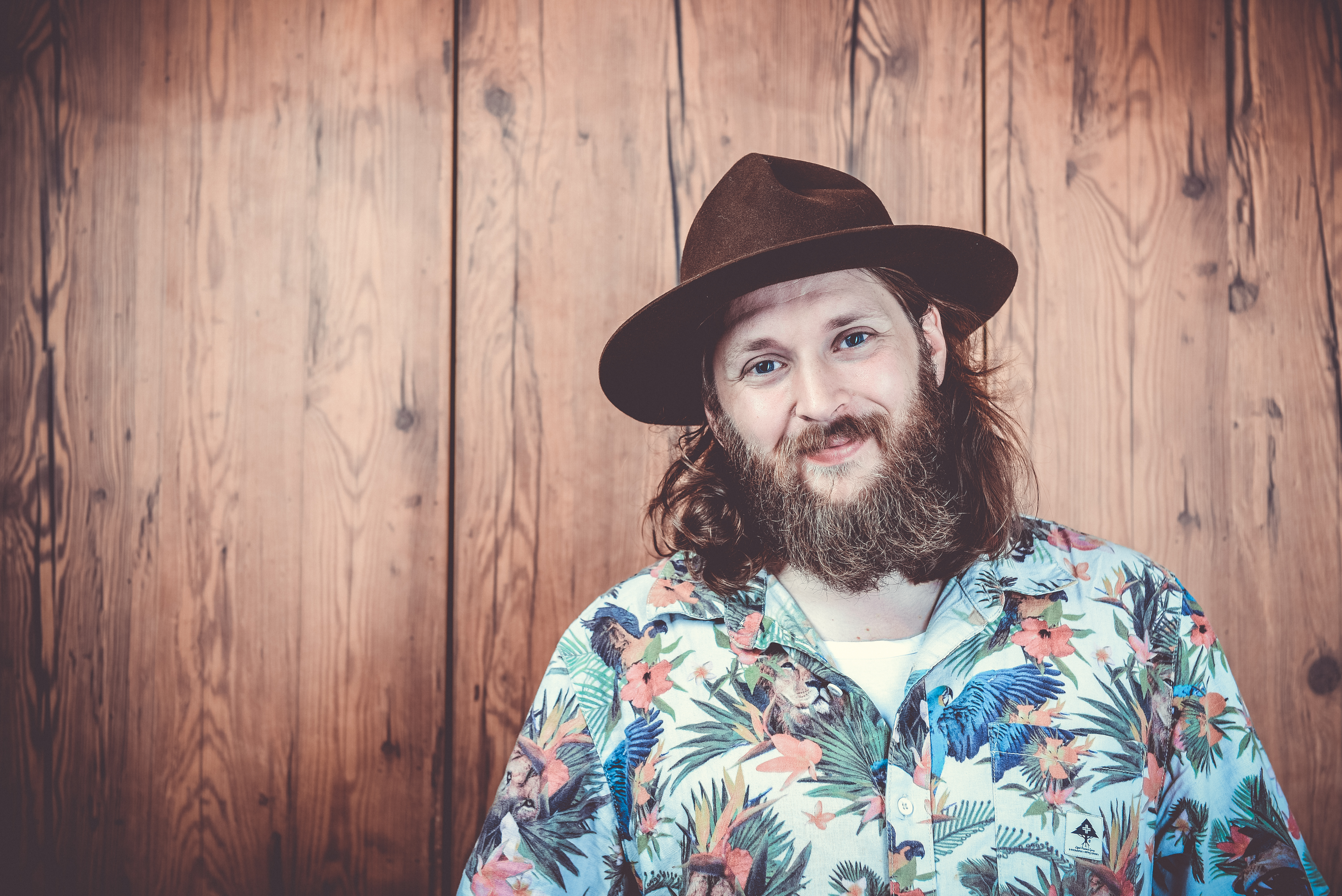
Max Hartl (2019)

Max Hartl  (* 20. April 1990 in München) ist ein deutscher Schauspieler, Filmemacher und „Wildwest-Künstler“.

## Leben
Max Hartl wuchs in der Gemeinde Gaißach (Landkreis Bad Tölz-Wolfratshausen) auf. Zur Schule ging er in die Grund- und Mittelschule in Gaißach. Die ersten schauspielerischen Erfahrungen sammelte er 1996 in dem Stück „Geschichten aus dem Wienerwald“, das von dem Team Theater Holzkirchen e. V. in Holzkirchen aufgeführt wurde. Dort war er Mitglied bis 2014, in den letzten Jahren bediente er die Technik und sorgte für die Bühnenbeleuchtung. 2007 fing er eine Ausbildung als Technischer Zeichner für Maschinenbau an. Diese Ausbildung unterbrach er nach 1,5 Jahren auf Anraten seiner Eltern und eines Anwaltes. Um die Zeit für etwas Neues zu überbrücken, suchte er sich ein 6-monatiges Praktikum. Das fand er bei der bumm Film GmbH in München/Grünwald. Während dieser Praktikumszeit entschied er sich, eine Ausbildung im Bereich Mediengestalter Bild und Ton  zu machen. Er ging zurück nach Bad Tölz, um dort an der Mittelschule Süd seine Mittlere Reife nachzuholen. Diese erlangte er im Sommer 2010. Im September 2010 begann er eine schulische Ausbildung bei der Macromedia in München, für diese Ausbildung war die Mittlere Reife Voraussetzung. Im 2. Ausbildungsjahr machte er sein Praktikum abermals bei der bumm Film GmbH. Diese machte ihm das Angebot, die Schule abzubrechen und die Ausbildung dort zu beenden. Er wiederholte für ein besseres Grundwissen das 2. Ausbildungsjahr freiwillig und beendete die Ausbildung erfolgreich  2014.

## Theater

### Freilichtbühnen
- 2016: „Winnetou II“ Süddeutsche Karl May Festspiele Dasing[1] | Regie: Peter Görlach
- 2019: „Winnetou und der Fluch des Goldes“ Karl May Show Pullman City Bayern[2] | Rolle: Luke | Regie: Mike Dietrich
- 2020: „Winnetou und das Geheimnis um Old Surehand“ | Rolle: Old Wabble | Regie: Mike Dietrich
- 2021: „Winnetou und der Sohn des Bärenjägers“ | Rolle: der dicke Jemmy | Regie: Mike Dietrich
- 2022: „Winnetou I – Ewige Freundschaft“ | Rolle: Komparse | Regie: Mike Dietrich

### Bühne
- 1996: „Geschichten aus dem Wienerwald“ - Team Theater Holzkirchen e. V.[3]
- 1998: „Die Hochzeit des Figaro“ - Team Theater Holzkirchen e. V.
- 1999: „Der Kater, oder wie man das Spiel spielt“ - Team Theater Holzkirchen e. V.
- 2001: „Jagdszenen aus Niederbayern“ - Team Theater Holzkirchen e. V.
- 2002: „Ein gemütliches Wochenende“ - Team Theater Holzkirchen e. V.
- 2003: „Pension Schöller“ - Team Theater Holzkirchen e. V.
- 2004: „Ein Sommernachtstraum“ - Team Theater Holzkirchen e. V.
- 2006: „Der Bürger als Edelmann“ - Team Theater Holzkirchen e. V.
- 2019: „Tinkerbell und der Friedhof der Kuscheltiere“ - Pullman City Halloween Theater

## Filmografie

### Als Regisseur
- 2014: McElderry (Kurzfilm / Abschlussarbeit)

### Als Kleindarsteller
- 2009: Rookie - Fast Platt / Regie: Tommy Krappweis
- 2011: Mein Vater das Monster / Regie: Ilona Meier
- 2012: Bernd in Hell / Regie: Tommy Krappweis
- 2015: Freddy/Eddy / Regie: Tini Tüllmann[4]